# Nationalpark Maiko
Der Nationalpark Maiko (auch Maiko-Nationalpark genannt, franz. Parc National de la Maïko) liegt im Osten der Demokratischen Republik Kongo in den Provinzen Tshopo, Maniema und Nordkivu zwischen dem Kiwusee und der Stadt Kisangani auf 600 bis 1300 m Höhe über dem Meeresspiegel. Er ist 10.830 Quadratkilometer groß, fern von besiedelten Gebieten und nahezu ausschließlich von dichtem afromontanem Regenwald bedeckt. Mit über 2000 mm Jahresniederschlag und einer relativen Luftfeuchtigkeit von etwa 90 Prozent ist der Maiko-Nationalpark einer der regenreichsten Parks in Afrika. Das Gebiet steht seit 1938 unter Schutz, der Nationalpark selbst wurde 1970 gegründet. Zwischen ihm und dem Nationalpark Kahuzi-Biéga befinden sich zwei kleinere Schutzgebiete mit einer Gesamtgröße von 2300 Quadratkilometern; sechs weitere waren im Jahr 2007 noch in Planung.

## Tierwelt
Hier leben die in der Demokratischen Republik Kongo endemischen Östlichen Flachlandgorillas (stark gefährdet, etwa 860 Individuen im Park), Okapis (stark gefährdet, geschätzt 2500 Tiere), Kongopfauen und Wasserzivetten, außerdem Berggorillas (vom Aussterben bedroht), Östliche Schimpansen (stark gefährdet) und weitere Primatenarten, Pinselohr-, Riesenwald- und Buschschweine, Afrikanische Hirschferkel, Waldbüffel, Leoparden, Nilkrokodile, Prigogine-Eulen, Sitatungas, Bongos, Batesböckchen, sowie sechs Duckerarten, nämlich Blauducker, Weyns-Ducker, Schwarzstirnducker, Schwarzrückenducker, Weißbauchducker und Gelbrückenducker. Der Maiko-Nationalpark bietet durch seine Vegetation, die Wasserversorgung und seine Unzugänglichkeit idealen Lebensraum für (Wald-)Elefanten, beispielsweise werden die Samen der Gilbertiodendron-Wälder von Waldelefanten und -büffeln gefressen. Eine Studie aus dem Jahr 2005 ergab insgesamt 35 im Süden des Parks lebende Säugetierarten.

## Bedrohung durch den Menschen
Die Subsistenzwirtschaft der sechs Millionen Bewohner des inmitten der Provinz Nord-Kivu gelegenen Maiko-Tayna-Kahuzi-Biega-Gebiets umfasst Wanderfeldbau, die Jagd nach Bushmeat sowie Rinder-, Ziegen- und Schafherdenhaltung. Probleme für den Maiko-Nationalpark ergeben sich aus Kampfhandlungen, dem Abbau von Bodenschätzen und Wilderei. So wurde im Juli 2007 eine siebenköpfige Gorillafamilie von unbekannten Wilderern getötet und zurückgelassen.
Schon 1964 hatten sich Simba-Rebellen im Gebiet des Nationalparks angesiedelt. Im Laufe der Zeit kam es immer wieder zu Auseinandersetzungen, sodass 2010 mit den Planungen für eine Umsiedlung dieser Gemeinschaft begonnen wurde.